# خوان بورتيو
خوان بورتيو (بالإسبانية: Juan Portillo) هو لاعب كرة قدم أرجنتيني، ولد في 18 مايو 2000 في Puerto Rico, Argentina ‏ في الأرجنتين.

## وصلات خارجية
- خوان بورتيو على موقع قاعدة بيانات كرة القدم.إي يو (الإنجليزية)
- خوان بورتيو على موقع Soccerway.com (الإنجليزية)